# Martin Brundle

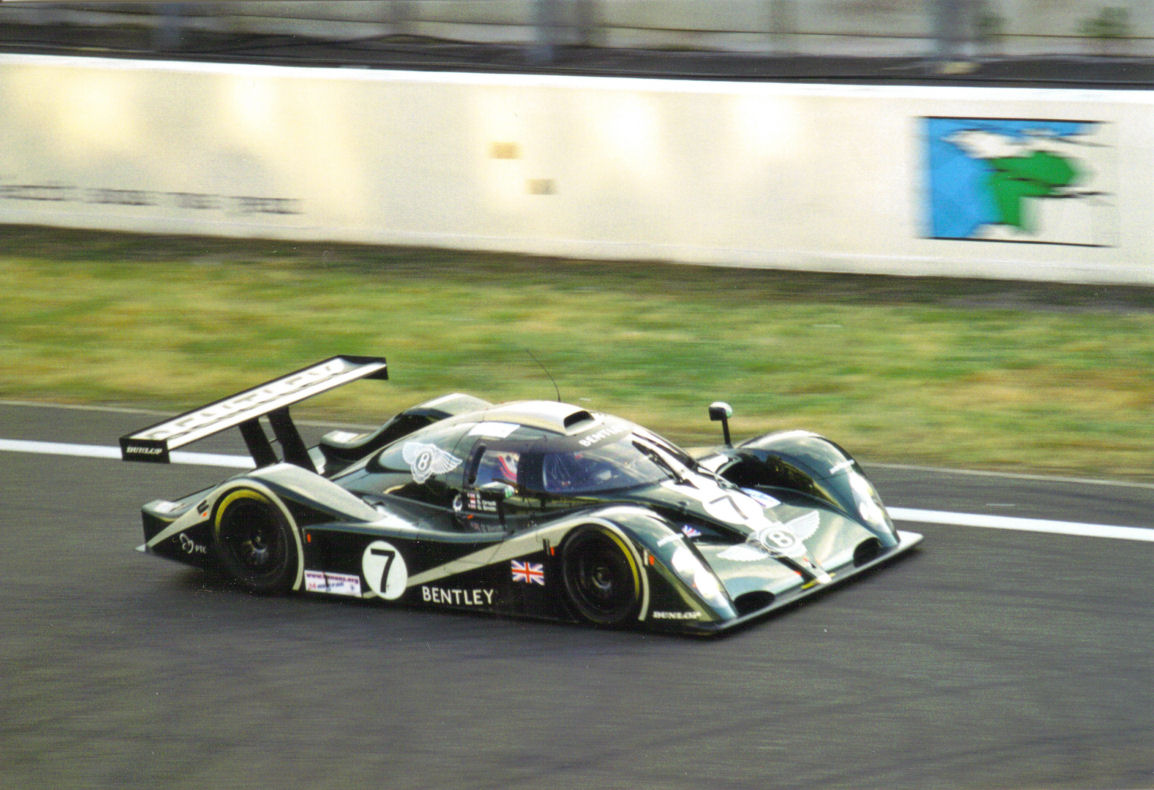
Martin Brundle w wyścigu 24h Le Mans w 2001 roku

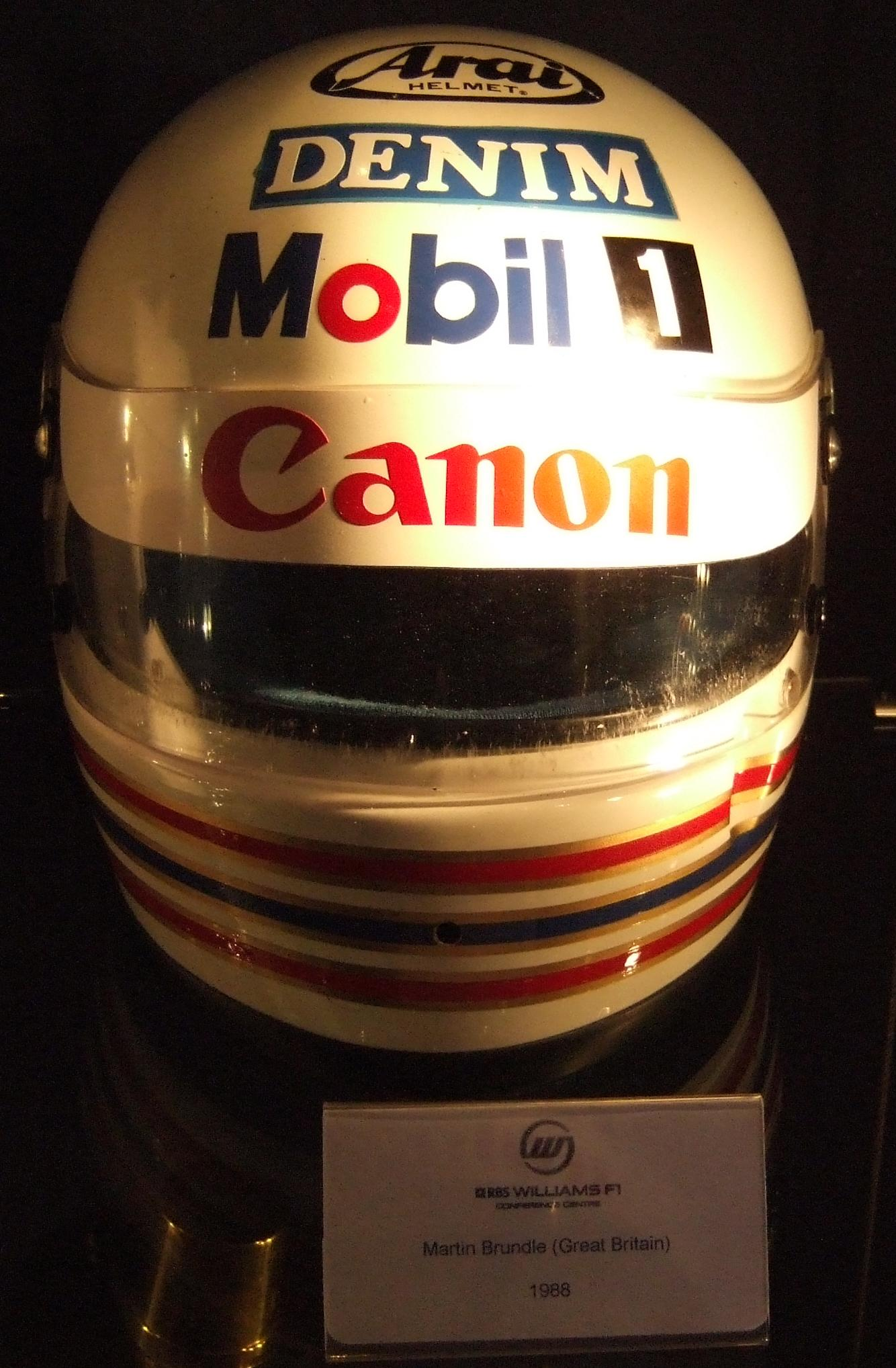
Kask Martina Brundle z 1988 roku

Martin Brundle (ur. 1 czerwca 1959 w King’s Lynn) – były brytyjski kierowca wyścigowy, jeżdżący m.in. w Formule 1 (w latach 1984 – 1996, poza sezonem 1990). Zwycięzca wyścigu 24 godziny Le Mans w 1990 roku. Obecnie komentator brytyjskiej telewizji Sky.

## Przebieg kariery
Karierę w Formule 1 rozpoczął w roku 1984 w zespole Tyrrell. Swój pierwszy wyścig, o Grand Prix Brazylii, ukończył na piątym miejscu. Zajął również drugie miejsce w wyścigu o Grand Prix Stanów Zjednoczonych – Wschód. Jednakże mimo to był to fatalny sezon dla Anglika. Podczas treningu do Grand Prix Stanów Zjednoczonych miał wypadek, w wyniku którego złamał kostki, przez co nie mógł startować do końca sezonu. Co gorsza, jemu zespołowi za stosowanie niedozwolonego balastu odebrano wszystkie punkty w sezonie. Tak więc oficjalnie swój debiutancki sezon Brundle kończył z zerowym dorobkiem punktowym.
Mimo skandalu, jakim była dyskwalifikacja Tyrrella, oraz „niezdrowej atmosfery” w tym zespole, Brundle został w nim na sezon 1985. Nie był to jednak zbyt udany wybór – jako że najwyższa pozycja, jaką zajął Anglik w wyścigu, to siódma (w Grand Prix: Wielkiej Brytanii, Holandii i RPA), tak więc zakończył on ten sezon z zerowym dorobkiem punktowym. W następnym sezon Brytyjczyk jeździł jeszcze dla ekipy Kena Tyrrella. W czterech wyścigach zdobył łącznie 8 punktów, co spowodowało, iż sezon zakończył na jedenastej pozycji w klasyfikacji generalnej.
W sezonie 1987 Brundle jeździł dla zespołu Zakspeed. Mimo że ukończył tylko trzy wyścigi, zdobył 2 punkty za piąte miejsce w Grand Prix San Marino, dzięki czemu ukończył sezon na 18 miejscu w klasyfikacji generalnej. W kolejnym sezonie w Formule 1 wziął udział w zaledwie jednym wyścigu – Grand Prix Belgii, gdzie w barwach zespołu Williams wywalczył siódmą, niepunktowaną wówczas, pozycję. Mimo to rok 1988 Brundle może zaliczyć do udanych, albowiem został wtedy mistrzem serii Worlds Sportscar. Prawie cały sezon 1989 przejechał w barwach zespołu Brabham-Judd, przy czym dzięki czterem wywalczonym punktom zapewnił sobie 20 miejsce w klasyfikacji generalnej.
W roku 1990 Anglik nie startował w Formule 1. Mimo to był to najbardziej udany rok w jego wyścigowej karierze. Jadąc Jaguarem XJR-12 wspólnie z Duńczykiem Johnem Nielsenem oraz Brytyjczykiem Pricem Cobbem wygrał legendarny wyścig 24 godziny Le Mans.
Na sezon 1991 powrócił do Formuły 1, do zespołu Brabham. Zdobywając dwa punkty w Grand Prix Japonii, wywalczył piętnaste miejsce w klasyfikacji generalnej. W sezonie 1992 był kierowcą zespołu Benetton, w barwach którego jeździł wtedy również Niemiec Michael Schumacher. Dzięki dobrej, równej jeździe Brundle zdobył 38 punktów, co dało mu szóstą pozycję w klasyfikacji ogólnej. W następnym sezonie jeździł we francuskim teamie Ligier, który wówczas dysponował mocnymi i niezawodnymi silnikami Renault. Dzięki temu potrafił Brundle zdobyć 13 punktów i siódme miejsce na koniec sezonu. Sezon 1994 przejeździł w barwach przechodzącego wówczas kryzys zespołu McLaren, u boku Miki Häkkinena; zdobył 16 punktów, co dało mu ponownie siódmą pozycję w klasyfikacji generalnej. Nielubiany przez Rona Dennisa Brundle postanowił skorzystać z oferty Ligiera i wrócić do tego zespołu, by jeździć w nim w sezonie 1995. Zdobyte 7 punktów dało Brytyjczykowi 13 miejsce w klasyfikacji ogólnej. Ostatni sezon w Formule 1 (1996) Brundle spędził w barwach zespołu Jordan; z 8 punktami zdobył on jedenaste miejsce w klasyfikacji ogólnej. Mimo oferty Saubera na sezon 1997, Brundle postanowił zakończyć karierę kierowcy Formuły 1 i zostać komentatorem telewizji ITV wspólnie z Murrayem Walkerem. Brundle startował później również w wyścigu 24 godziny Le Mans w barwach Nissana, Toyoty i Bentleya. Po roku 2001 postanowił całkowicie zakończyć karierę kierowcy wyścigowego.
Brundle jest komentatorem wyścigów Formuły 1 w telewizji Sky.

### Podsumowanie startów w Formule 1
- liczba zgłoszeń: 165
- liczba startów: 158
- zdobyte punkty: 98
- liczba zwycięstw: 0
- liczba miejsc na podium: 9
- liczba najszybszych okrążeń: 0
- liczba zdobytych pole position: 0